# Rurki sitowe
Rurki sitowe – żywe komórki przewodzące, szybko transportujące składniki pokarmowe, stanowiące jeden z elementów łyka okrytonasiennych. Rurka sitowa to pojedynczy ciąg członów - ma postać wydłużonych komórek ułożonych jedna na drugiej, rozdzielonych polami (płytkami) sitowymi znajdującymi się na poprzecznych ścianach. Przechodzą przez nie grube pasma cytoplazmy (grubsze niż plazmodesmy). Pory sit wyścielone są kalozą, której warstwa w rurkach funkcjonujących jest cienka, natomiast w rurkach, które przestają funkcjonować kaloza całkowicie zamyka pory pól sitowych. U okrytonasiennych występują dwa rodzaje pól sitowych - z większymi porami w sitach łączących dwa człony tej samej rurki i z mniejszymi porami w ścianach kontaktujących się z innymi komórkami, np. członami innej rurki sitowej lub z komórkami miękiszowymi.
W dojrzałych komórkach zwykle jądro komórkowe zanika, nie ma też diktiosomów, mikrotubul i tonoplastu, zmniejsza się liczba rybosomów i mitochondriów, retikulum endoplazmatyczne ma postać tubularną (głównie u nagonasiennych i paprotników) lub pęcherzykowatą. Występujące w rurkach sitowych plastydy u roślin jednoliściennych nie gromadzą skrobi tylko białko, u dwuliściennych - skrobię (typ S) lub białko (typ P). 
U nagonasiennych funkcję przewodzenia składników pokarmowych pełnią komórki sitowe.